# Damysos
Damysos (altgriechisch Δάμυσος Dámysos) ist ein Gigant der griechischen Mythologie.
Damysos war der schnellste der Giganten, sein Leichnam war auf Pallene begraben. Thetis will ihren Kindern zur Unverwundbarkeit verhelfen, sie salbt diese mit Ambrosia ein und setzt sie ins Feuer, damit es den sterblichen Teil ihrer Kinder verzehre. Als ihr Sohn Achilleus an der Reihe ist, wird sie von ihrem Gatten Peleus unterbrochen, der dadurch das Leben des Achilleus rettet. Der Knöchel des Achilleus ist jedoch bereits verbrannt, weshalb Cheiron das Skelett des Damysos ausgräbt und Achilleus den Knöchel des Giganten einsetzt. Als Achilleus später von Apollon verfolgt wird, verliert er im Lauf den Knöchel und fällt, woraufhin er von Apollon getötet wird.
Die Erzählung vom Knöchel des Giganten Damysos ist bei Photios überliefert, der den Mythographen Ptolemaios Hephaistion wiedergibt. Sie gilt als späte Hinzufügung zum Achilleus-Mythos, um die Schnelligkeit des Achilleus zu erklären.

## Nachweise
1. ↑  Ptolemaios Hephaistion 6. In: Anton Westermann: Mythographoi. Braunschweig 1843, S. 195.